# Дустликский район
Дустликский район (тума́н; узб. Doʻstlik tumani / Дўстлик тумани) — район на северо-востоке Джизакской области Узбекистана. Административный центр — город Дустлик.
Район образован 16 октября 1970 года в составе Сырдарьинской области Узбекской ССР.